# Podismopsis yurii
Podismopsis yurii är en insektsart som beskrevs av Sergey Storozhenko 2006. Podismopsis yurii ingår i släktet Podismopsis och familjen gräshoppor. Inga underarter finns listade i Catalogue of Life.